# Homps (Gers)
Homps – miejscowość i gmina we Francji, w regionie Oksytania, w departamencie Gers.
Według danych na rok 1990 gminę zamieszkiwało 95 osób, a gęstość zaludnienia wynosiła 10 osób/km² (wśród 3020 gmin regionu Midi-Pireneje Homps plasuje się na 968. miejscu pod względem liczby ludności, natomiast pod względem powierzchni na miejscu 1128.).